# Yanis Issoufou
Pour les articles homonymes, voir Issoufou.
Yanis Issoufou, né le 28 octobre 2006 à Nîmes (France), est un footballeur franco-nigérien évoluant au poste d'ailier au Montpellier HSC.

## Biographie

### En club

#### Au Montpellier HSC
Le 22 octobre 2023, Yanis Issoufou dispute son premier match professionnel en entrant à la 78e minute d'une rencontre de Ligue 1 face au FC Nantes. Alors âgé de 16 ans et 359 jours, il devient à cette occasion le plus jeune joueur de l'histoire du Montpellier HSC à évoluer dans l'élite du football français. 

### En sélection

#### Avec la France
Le 30 octobre 2023, il est retenu par le sélectionneur Jean-Luc Vannuchi pour aller disputer la Coupe du monde des moins de 17 ans qui se déroule en Indonésie. Du 12 au 18 novembre, Issoufou joue tous les matchs de la phase de poules, y compris le dernier face aux États-Unis, lors duquel il délivre une passe décisive,,. Le Burkina Faso, autre adversaire de la France pendant cette phase de poules, dépose un recours auprès de la FIFA pour demander l'exclusion de la France de la compétition au prétexte que le changement de sélection d'Issoufou (qui avait disputé le tournoi UFOA B avec le Niger l'année précédente) n'aurait jamais été homologué. Si cette requête n'aboutit pas, elle débouche néanmoins sur la suspension d'Issoufou pour le reste du tournoi (que la France termine à la deuxième place),.

## Palmarès

### En sélection
France -17 ans
- Finaliste du Championnat d'Europe -17 ans en 2023
- Vice-champion du Monde avec l'équipe de France U17 2023